# Leonardo Mayer
Pour les articles homonymes, voir Mayer.
Ne doit pas être confondu avec Florian Mayer.
Leonardo Mayer, né le 15 mai 1987 à Corrientes, est un joueur de tennis argentin, professionnel depuis 2003.
Il est membre de l'équipe d'Argentine de Coupe Davis, avec laquelle il a remporté le titre en 2016.

## Biographie
En 2005, il est no 2 junior en juin et 5e en fin d'année, il gagne le double junior à Roland-Garros et à l'Orange Bowl, et remporte son premier tournoi Future en simple, au Chili. L'année suivante, il atteint sa première finale en Challenger, à Puebla, au Mexique. En 2007, Il gagne ses deux premiers titres Challengers en simple, à Cuenca et à Puebla, atteignant pour la première fois le top 200 au classement ATP. L'année 2008 le voit se rapprocher du top 100 après de bons résultats en Challengers dont une victoire à Medellín. Il se qualifie aussi pour son premier tournoi ATP, à Kitzbühel.
L'année 2009 est celle du décollage pour sa carrière puisqu'il parvient pour la première fois en demi-finales d'un tournoi ATP, à Los Angeles, et participe à son premier tournoi du Grand Chelem, Roland-Garros, où il réussit à éliminer James Blake, tête de série no 16, au premier tour. Il atteint alors la 56e place mondiale en octobre 2009. En juillet 2009, il joue également pour la première fois dans la sélection argentine de Coupe Davis, en double lors des quarts de finale contre l'équipe de République tchèque, perdant toutefois son seul match aux côtés de José Acasuso.

### 2014. Premier huitième en Grand Chelem et premier titre
Il atteint sa première finale en simple en février à Viña del Mar perdant (2-6, 4-6) contre l'Italien Fabio Fognini, après avoir battu la tête de série numéro 2, Tommy Robredo (3-6, 7-68, 6-4) au second tour.
À Wimbledon, il atteint pour la première fois les huitièmes de finale en Grand Chelem en battant la tête de série numéro 25, Andreas Seppi en cinq manches (6-3, 2-6, 4-6, 7-65, 6-4), puis Márcos Baghdatís en quatre (7-64, 4-6, 6-4, 6-1) et Andrey Kuznetsov en trois set (6-4, 7-61, 6-3). Avant de perdre contre le Bulgare Grigor Dimitrov (4-6, 66-7, 2-6) en 2 h 09.
Juste après en juillet Leonardo participe au tournoi de Hambourg. Il atteint sa seconde finale de la saison en battant sans perdre la moindre manche : Peter Gojowczyk, Guillermo García-López (7-61, 7-63), Dominic Thiem (6-3, 6-2), puis Dušan Lajović (6-1, 7-5) et le local Philipp Kohlschreiber en demie (7-5, 6-4). Il remporte son premier titre en simple face à David Ferrer (no 7 mondial : 63-7, 6-1, 7-64) classé ATP 500, c'est sa première victoire sur un joueur du top 10.
À l'US Open il atteint les quarts en double. Au Masters 1000 de Shanghai, il échoue à convertir cinq balles de match contre Roger Federer, no 3 mondial (no 2 le lundi suivant) et futur vainqueur du tournoi (5-7, 6-3, 67-7), où sur la première, sa balle heurte la bande du filet alors que le Suisse était battu.

### 2015
Mayer atteint la finale du tournoi de Nice en battant Lucas Pouille, son compatriote Juan Mónaco et Borna Ćorić sans perdre de set. Il s'incline dans un match accroché (7-68, 5-7, 62-7) laissant le trophée à Dominic Thiem.

### 2016. Victoire en Coupe Davis
À la Coupe Davis, au premier tour contre la Pologne il gagne ses matchs de simple contre Hubert Hurkacz et Michał Przysiężny. En demi-finale contre la Grande-Bretagne, il joue un rôle très important puisqu'il remporte contre Daniel Evans le dernier match (4-6, 6-3, 6-2, 6-4) permettant à son équipe de se qualifier pour la finale. Il n'y joue que le double avec Juan Martín del Potro perdu en trois manches contre la paire Croate, Marin Čilić et Ivan Dodig. Mais l'Argentine remporte la Coupe Davis grâce à la victoire de Federico Delbonis, ce qui représente le plus beau trophée de sa carrière.

### 2017. Second titre
En juillet, Leonardo Mayer perd en qualification, mais est repêché en tant que lucky loser pour participer au tournoi de Hambourg. D'entrée, il vainc le 24e mondial, Albert Ramos-Viñolas (63-7, 6-3, 7-64) lors d'un combat intense et à suspense de trois heures de jeu. Puis il se qualifie pour sa seconde finale à Hambourg après 2014, en s'imposant plus facilement sans perdre de set face à Jan-Lennard Struff, Jiří Veselý et le qualifié Federico Delbonis. Il bat en finale Florian Mayer (6-4, 4-6, 6-3), remportant son 2e titre en carrière, et son 2e ATP 500. Pour la première fois sur le circuit ATP, deux lucky losers remportent un tournoi deux semaines de suite, et pour la première fois depuis 1978, deux lucky losers remportent un titre lors de la même saison.

### 2019: huitième de finale à Roland-Garros
À Roland-Garros Leonardo Mayer, alors 68e à l'ATP, accède au troisième tour en battant son compatriote Diego Schwartzman, pourtant tête de série no 17 et classé 20e mondial, sur le score de 4-6, 6-3, 6-4, 7-5. Il bat ensuite Nicolas Mahut diminué par une blessure à la cuisse, à l'issue d'un match très disputé : 3-6, 7-63, 6-4, 7-63. En huitième de finale, il affronte la tête de série no 3, le Suisse Roger Federer qui le bat facilement sur le score de 6-2, 6-3, 6-3.

## Record
- Le 8 mars 2015, Leonardo Mayer remporte un match historique lors du 1er tour de la Coupe Davis 2015. En effet, il s'impose après 6 h 42 face au Brésilien João Souza sur le score de 7-64, 7-65, 5-7, 5-7, 15-13 sur sa onzième balle de match. C'est le match en simple le plus long de l'histoire de la Coupe Davis.

- Le 30 juillet 2017, en remportant le tournoi de Hambourg face à Florian Mayer, il devient le premier lucky loser à remporter un tournoi de catégorie ATP 500.

## Palmarès

### Titres en simple messieurs
| No | Date       | Nom et lieu du tournoi                | Catégorie | Dotation    | Surface      | Finaliste     | Score           |          |
| -- | ---------- | ------------------------------------- | --------- | ----------- | ------------ | ------------- | --------------- | -------- |
| 1  | 14-07-2014 | bet-at-home Open, Hambourg            | ATP 500   | 1 190 700 € | Terre (ext.) | David Ferrer  | 63-7, 6-1, 7-64 | Parcours |
| 2  | 24-07-2017 | German Tennis Championships, Hambourg | ATP 500   | 1 499 940 € | Terre (ext.) | Florian Mayer | 6-4, 4-6, 6-3   | Parcours |

### Finales en simple messieurs
| No | Date       | Nom et lieu du tournoi                | Catégorie | Dotation    | Surface      | Vainqueur            | Score           |          |
| -- | ---------- | ------------------------------------- | --------- | ----------- | ------------ | -------------------- | --------------- | -------- |
| 1  | 03-02-2014 | Royal Guard Open Chile, Viña del Mar  | ATP 250   | 426 605 $   | Terre (ext.) | Fabio Fognini        | 6-2, 6-4        | Parcours |
| 2  | 17-05-2015 | Open de Nice Côte d'Azur, Nice        | ATP 250   | 439 405 €   | Terre (ext.) | Dominic Thiem        | 68-7, 7-5, 7-62 | Parcours |
| 3  | 23-07-2018 | German Tennis Championships, Hambourg | ATP 500   | 1 619 935 € | Terre (ext.) | Nikoloz Basilashvili | 6-4, 0-6, 7-5   | Parcours |

### Titre en double messieurs
| No | Date       | Nom et lieu du tournoi  | Catégorie | Dotation  | Surface    | Partenaire    | Finalistes               | Score     |          |
| -- | ---------- | ----------------------- | --------- | --------- | ---------- | ------------- | ------------------------ | --------- | -------- |
| 1  | 14-02-2011 | Copa Claro Buenos Aires | ATP 250   | 478 900 $ | Dur (ext.) | Oliver Marach | Franco Ferreiro André Sá | 7-66, 6-3 | Parcours |

### Finales en double messieurs
| No | Date       | Nom et lieu du tournoi                     | Catégorie | Dotation  | Surface      | Vainqueurs                         | Partenaire       | Score            |          |
| -- | ---------- | ------------------------------------------ | --------- | --------- | ------------ | ---------------------------------- | ---------------- | ---------------- | -------- |
| 1  | 08-02-2010 | SAP Open San José                          | ATP 250   | 531 000 $ | Dur (int.)   | Mardy Fish Sam Querrey             | Benjamin Becker  | 7-63, 7-5        | Parcours |
| 2  | 19-08-2012 | Winston-Salem Open Winston-Salem           | ATP 250   | 553 125 $ | Dur (ext.)   | Santiago González Scott Lipsky     | Pablo Andújar    | 6-3, 4-6, [10-2] | Parcours |
| 3  | 31-12-2017 | Brisbane International by Suncorp Brisbane | ATP 250   | 468 910 $ | Dur (ext.)   | Henri Kontinen John Peers          | Horacio Zeballos | 3-6, 6-3, [10-2] | Parcours |
| 4  | 03-02-2020 | Córdoba Open Córdoba                       | ATP 250   | 546 355 $ | Terre (ext.) | Marcelo Demoliner Matwé Middelkoop | Andrés Molteni   | 6-3, 7-64        | Parcours |

## Parcours dans les tournois duGrand Chelem

### En simple
| Année | Open d'Australie | Open d'Australie | Internationaux de France | Internationaux de France | Wimbledon       | Wimbledon          | US Open         | US Open         |
| ----- | ---------------- | ---------------- | ------------------------ | ------------------------ | --------------- | ------------------ | --------------- | --------------- |
| 2009  | —                | —                | 2e tour (1/32)           | Tommy Haas               | 2e tour (1/32)  | F. González        | 2e tour (1/32)  | Radek Štěpánek  |
| 2010  | 1er tour (1/64)  | Lukáš Lacko      | 3e tour (1/16)           | Marin Čilić              | 1er tour (1/64) | Gaël Monfils       | 1er tour (1/64) | Guillaume Rufin |
| 2011  | 1er tour (1/64)  | Eduardo Schwank  | 3e tour (1/16)           | Robin Söderling          | —               | —                  | —               | —               |
| 2012  | 1er tour (1/64)  | Feliciano López  | 3e tour (1/16)           | Nicolás Almagro          | 1er tour (1/64) | Juan Mónaco        | 3e tour (1/16)  | J. M. del Potro |
| 2013  | 1er tour (1/64)  | Bernard Tomic    | 1er tour (1/64)          | Andreas Seppi            | 2e tour (1/32)  | Kei Nishikori      | 2e tour (1/32)  | Andy Murray     |
| 2014  | 2e tour (1/32)   | Novak Djokovic   | 3e tour (1/16)           | Rafael Nadal             | 1/8 de finale   | Grigor Dimitrov    | 3e tour (1/16)  | Kei Nishikori   |
| 2015  | 2e tour (1/32)   | Viktor Troicki   | 3e tour (1/16)           | Marin Čilić              | 3e tour (1/16)  | Kevin Anderson     | 1er tour (1/64) | Roger Federer   |
| 2016  | 1er tour (1/64)  | Dominic Thiem    | 1er tour (1/64)          | Jérémy Chardy            | 1er tour (1/64) | Donald Young       | —               | —               |
| 2017  | —                | —                | —                        | —                        | —               | —                  | 3e tour (1/16)  | Rafael Nadal    |
| 2018  | 2e tour (1/32)   | Rafael Nadal     | 1er tour (1/64)          | Julien Benneteau         | 1er tour (1/64) | Jan-Lennard Struff | 1er tour (1/64) | Laslo Djere     |
| 2019  | 2e tour (1/32)   | Fabio Fognini    | 1/8 de finale            | Roger Federer            | 2e tour (1/32)  | Hubert Hurkacz     | 1er tour (1/64) | Antoine Hoang   |
| 2020  | 1er tour (1/64)  | Tommy Paul       | —                        | —                        | Annulé          | Annulé             | 1er tour (1/64) | Milos Raonic    |

N.B. : à droite du résultat se trouve le nom de l'ultime adversaire.

### En double
| Année | Open d'Australie            | Open d'Australie             | Internationaux de France   | Internationaux de France  | Wimbledon                      | Wimbledon                       | US Open                       | US Open                      |
| ----- | --------------------------- | ---------------------------- | -------------------------- | ------------------------- | ------------------------------ | ------------------------------- | ----------------------------- | ---------------------------- |
| 2009  | —                           | —                            | —                          | —                         | 1er tour (1/32) P. Cuevas      | T. Parrott F. Polášek           | 1er tour (1/32) L. Arnold Ker | J. I. Chela Pablo Cuevas     |
| 2010  | 1/8 de finale H. Zeballos   | Eric Butorac Rajeev Ram      | 2e tour (1/16) H. Zeballos | Łukasz Kubot O. Marach    | 2e tour (1/16) H. Zeballos     | J. I. Chela E. Schwank          | 2e tour (1/16) Be. Becker     | Łukasz Kubot O. Marach       |
| 2011  | 1er tour (1/32) J. I. Chela | S. Stakhovsky M. Youzhny     | —                          | —                         | —                              | —                               | —                             | —                            |
| 2012  | 2e tour (1/16) C. Berlocq   | S. González C. Kas           | 1er tour (1/32) J. Knowle  | J. Melzer P. Petzschner   | 1er tour (1/32) C. Berlocq     | J. Melzer P. Petzschner         | 2e tour (1/16) C. Berlocq     | A.-U.-H. Qureshi J.-J. Rojer |
| 2013  | 1er tour (1/32) A. Ramos    | Robin Haase Igor Sijsling    | 1er tour (1/32) C. Berlocq | Pablo Cuevas H. Zeballos  | 1er tour (1/32) A. Ramos       | M. Bhupathi Julian Knowle       | 1er tour (1/32) F. Delbonis   | Bob Bryan Mike Bryan         |
| 2014  | 1er tour (1/32) P. Andújar  | M. Llodra Nicolas Mahut      | 1er tour (1/32) P. Andújar | Jack Sock João Sousa      | 1er tour (1/32) F. Delbonis    | M. Llodra Nicolas Mahut         | 1/4 de finale C. Berlocq      | Ivan Dodig Marcelo Melo      |
| 2015  | 2e tour (1/16) C. Berlocq   | Bob Bryan Mike Bryan         | 1/8 de finale C. Berlocq   | A. Peya B. Soares         | 1er tour (1/32) D. Schwartzman | Ivan Dodig M. Melo              | 1/4 de finale João Sousa      | S. Johnson Sam Querrey       |
| 2016  | 1er tour (1/32) João Sousa  | Mikhail Elgin M. Middelkoop  | 2e tour (1/16) João Sousa  | C. Guccione André Sá      | 1er tour (1/32) João Sousa     | Sam Groth R. Lindstedt          | —                             | —                            |
| 2017  | —                           | —                            | —                          | —                         | —                              | —                               | 1/8 de finale J. S. Cabal     | H. Kontinen John Peers       |
| 2018  | 2e tour (1/16) João Sousa   | R. Bopanna É. Roger-Vasselin | 1/8 de finale João Sousa   | F. López Marc López       | 1/8 de finale João Sousa       | Raven Klaasen Michael Venus     | 2e tour (1/16) João Sousa     | Nikola Mektić Jürgen Melzer  |
| 2019  | 1/2 finale João Sousa       | Henri Kontinen John Peers    | 1er tour (1/32) João Sousa | Henri Kontinen John Peers | 2e tour (1/16) João Sousa      | Nicolas Mahut É. Roger-Vasselin | 1/4 de finale João Sousa      | Kevin Krawietz Andreas Mies  |
| 2020  | 2e tour (1/16) F. Delbonis  | John Peers Michael Venus     | 2e tour (1/16) Guido Pella | W. Koolhof Nikola Mektić  | Annulé                         | Annulé                          | —                             | —                            |

N.B. : le nom du partenaire se trouve sous le résultat ; le nom des ultimes adversaires se trouve à droite.

### En double mixte
| Année | Open d'Australie | Open d'Australie | Internationaux de France | Internationaux de France | Wimbledon                   | Wimbledon                     | US Open | US Open |
| ----- | ---------------- | ---------------- | ------------------------ | ------------------------ | --------------------------- | ----------------------------- | ------- | ------- |
| 2018  | —                | —                | —                        | —                        | 1er tour (1/32) M. Irigoyen | Lyudmyla Kichenok Artem Sitak | —       | —       |

N.B. : le nom de la partenaire se trouve sous le résultat ; le nom des ultimes adversaires se trouve à droite.

## Parcours dans lesMasters 1000
| Année | Indian Wells                  | Miami                 | Monte-Carlo | Rome                 | Madrid                  | Canada               | Cincinnati               | Shanghai            | Paris              |
| ----- | ----------------------------- | --------------------- | ----------- | -------------------- | ----------------------- | -------------------- | ------------------------ | ------------------- | ------------------ |
| 2009  | —                             | —                     | —           | —                    | —                       | 2e tour F. Verdasco  | —                        | —                   | —                  |
| 2010  | 1er tour Brian Dabul          | 1er tour Mardy Fish   | —           | 1er tour T. Bellucci | 2e tour S. Wawrinka     | 1er tour K. Anderson | —                        | —                   | —                  |
| 2011  | —                             | —                     | —           | —                    | —                       | —                    | —                        | —                   | —                  |
| 2012  | 2e tour R. Nadal              | 1er tour M. Baghdatís | —           | —                    | —                       | —                    | —                        | —                   | —                  |
| 2013  | 3e tour Forfait               | 1er tour I. Sijsling  | —           | —                    | —                       | —                    | —                        | —                   | —                  |
| 2014  | —                             | —                     | —           | —                    | —                       | —                    | —                        | 2e tour R. Federer  | 1er tour P. Cuevas |
| 2015  | —                             | 3e tour K. Anderson   | —           | 2e tour John Isner   | 1/8 de finale M. Raonic | 2e tour J. Chardy    | 1er tour K. Anderson     | 2e tour G. Simon    | 2e tour R. Gasquet |
| 2016  | 3e tour Marin Čilić           | 1er tour D. Džumhur   | —           | 1er tour D. Goffin   | 1er tour F. López       | —                    | —                        | —                   | —                  |
| 2017  | —                             | —                     | —           | —                    | —                       | —                    | —                        | —                   | —                  |
| 2018  | 1/8 de finale J. M. del Potro | 2e tour Borna Ćorić   | —           | 1er tour D. Goffin   | 1/8 de finale A. Zverev | —                    | 1/8 de finale R. Federer | 1er tour R. Gasquet | —                  |
| 2019  | 2e tour G. Monfils            | 3e tour S. Tsitsipás  | —           | —                    | —                       | —                    | —                        | —                   | —                  |

N.B. : sous le résultat se trouve le nom de l’ultime adversaire.

## Victoires sur le top 10
Toutes ses victoires sur des joueurs classés dans le top 10 de l'ATP lors de la rencontre.
| Légende         |
| Grand Chelem    |
| Masters         |
| Jeux olympiques |
| Masters 1000    |
| 500 Series      |
| 250 Series      |
| Coupe Davis     |

| # | L.M.  | Tournoi  | Année | Surface      | Adversaire     | Rang | Tour   | Score           |
| - | ----- | -------- | ----- | ------------ | -------------- | ---- | ------ | --------------- |
| 1 | no 46 | Hambourg | 2014  | Terre battue | David Ferrer   | no 7 | Finale | 63-7, 6-1, 7-64 |
| 2 | no 38 | Queen's  | 2018  | Gazon        | Kevin Anderson | no 8 | 1/16   | 7-64, 4-6, 7-63 |

## Classements ATP en fin de saison
| Année          | 2003 | 2004 | 2005 | 2006 | 2007 | 2008 | 2009 | 2010 | 2011 | 2012 | 2013 | 2014 | 2015 | 2016 | 2017 | 2018 |
| Rang en simple | 1405 | 1339 | 718  | 292  | 189  | 102  | 75   | 94   | 78   | 72   | 95   | 28   | 35   | 139  | 52   | 56   |
| Rang en double | -    | 1752 | 840  | 257  | 171  | 167  | 162  | 99   | 214  | 171  | 404  | 70   | 85   | 120  | 154  | 76   |

Source : (en) Classements de Leonardo Mayer sur le site officiel de la Fédération internationale de tennis